# Joaw Galant

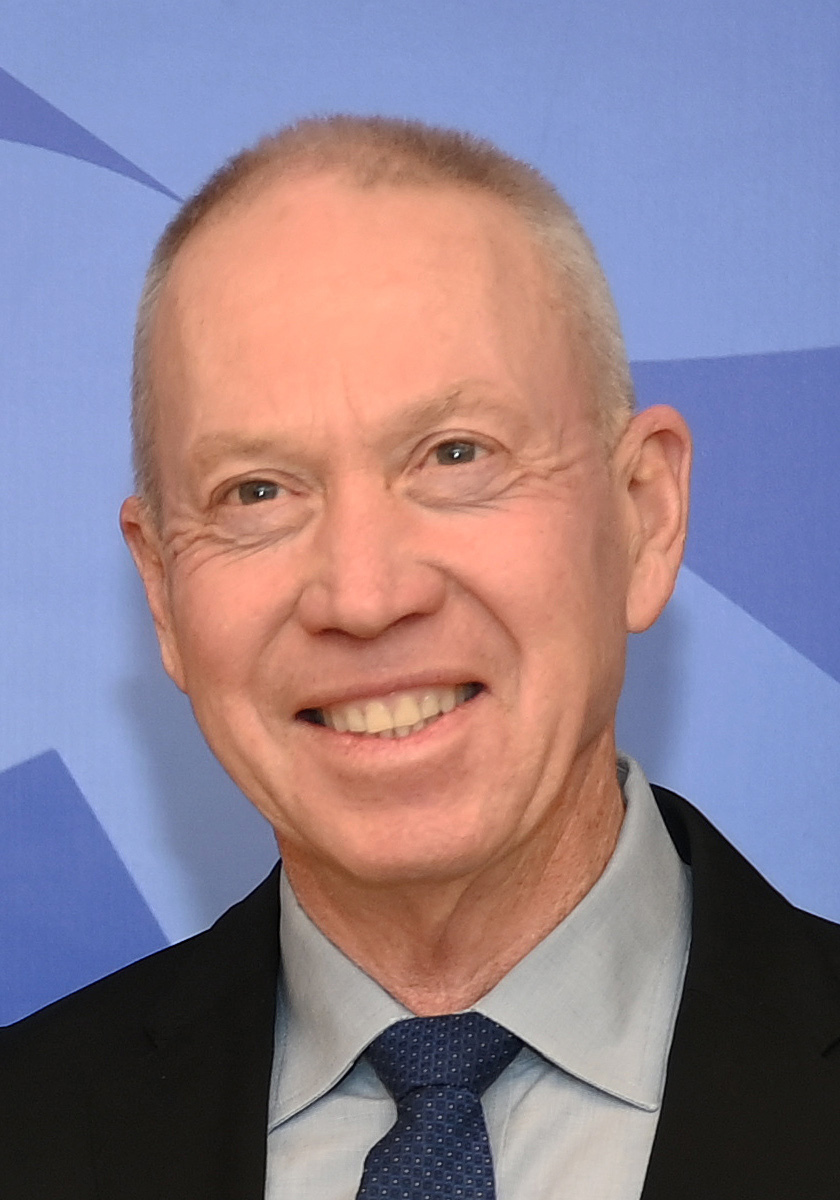
Joaw Galant (2023)

Joaw Galant (hebräisch יוֹאָב גָּלַנְט Jōʾav Galanṭ; geboren am 8. November 1958 in Jaffa, Tel Aviv-Jaffa, Israel) ist ein israelischer Generalmajor a. D.  und Politiker (zunächst Kulanu, dann Likud). Von 2005 bis 2010 war er Kommandeur des Südkommandos der israelischen Armee. Er war von 2015 bis 2019 Bauminister, von 2019 bis 2020 Einwanderungsminister und von 2020 bis 2021 Bildungsminister. 
Er war von Dezember 2022 bis November 2024 Verteidigungsminister im Kabinett Netanjahu VI und wurde dann von Premierminister Netanjahu entlassen.
Im November 2024 erließ der Internationale Strafgerichtshof Haftbefehl gegen Galant wegen Kriegsverbrechen und Verbrechen gegen die Menschlichkeit im Zusammenhang mit Israels Kriegsführung im Gazastreifen.

## Leben

### Jugend
Joaw Galant wurde als Sohn polnisch-jüdischer Einwanderer geboren. Seine Mutter war eine Überlebende des Holocaust. Sein Vater kämpfte als Partisan in der Ukraine und in Weißrussland gegen die Nazis und wanderte 1948 ebenfalls nach Israel ein. Galant studierte an der Universität Haifa Wirtschaft und Finanzmanagement und schloss das Studium mit einem Bachelor ab.

### Militär
Galant trat 1977 in die israelischen Streitkräfte ein und diente dort in der Marine-Kommandoeinheit Shayetet 13. 1999 wechselte er zum Heer wurde 2002 zum Generalmajor befördert (Aluf). Im Jahre 2005 wurde er zum Kommandeur des Südkommandos ernannt. Damit war er auch für den Gazastreifen zuständig. Galant war für den Posten des Generalstabschefs als Nachfolger von Gabi Aschkenasi vorgesehen. Die Ernennung wurde aber, zwei Wochen vor Amtsantritt, von Premierminister Benjamin Netanjahu wegen des Verdachts der Vorteilsnahme bei Grundstücksverkäufen rund um sein Anwesen zurückgezogen.

### Politik
Bei der Parlamentswahl in Israel 2015 trat Galant für die kurz zuvor gegründete sozial-konservative Partei Kulanu an und errang einen Sitz in der Knesset. Mit Eintritt der Kulanu in die Regierung wurde Galant zum Minister für Bau- und Wohnungswesen ernannt.
Nachdem im Mai 2017 das Außenministerium der Vereinigten Staaten durch den Assistant Secretary of State for Near Eastern Affairs, Stuart E. Jones, mitgeteilt hatte, dass die syrische Regierung im Gefängnis Saidnaya Tausende Gefangene tötete und deren Leichen in einem Krematorium verbrannte, äußerte sich Galant am Folgetag auf der International C5I Sicherheitskonferenz in Latrun über den Bürgerkrieg in Syrien und forderte die Tötung Baschar al-Assads, auch wegen des Einsatzes von Chemiewaffen gegen die eigene Bevölkerung.
Im Kabinett Benjamin Netanjahu IV war er zunächst Bauminister. Galant trat am 2. Januar 2019 als Bauminister zurück und verließ seine Partei Kulanu. Danach trat er dem Likud bei und wurde am 9. Januar 2019 als Minister für Einwanderung und Integration vereidigt. Im Kabinett Netanjahu V, das im Mai 2020 gebildet wurde, war er Bildungsminister.
Galant wurde am 29. Dezember 2022 Verteidigungsminister im Kabinett Netanjahu VI. Am 26. März 2023 kündigte Netanjahu die Entlassung Galants an, weil dieser eine Aussetzung der geplanten Justizreform vorgeschlagen hatte. Aus Protest gegen die Justizreform und die Entlassung Galants strömten am darauffolgenden Abend hunderttausende Menschen in Israel auf die Straße, und der Gewerkschaftsdachverband Histadrut rief einen Generalstreik aus. Netanjahu kündigte am gleichen Tag ein Moratorium für die Justizreform an. Am 10. April 2023 erklärte Netanjahu, vom Plan der Entlassung Galants abzurücken. Er wurde mit den Worten zitiert: „Wir werden zusammen für die Sicherheit Israels arbeiten.“
Galant sagte direkt nach dem Terrorangriff der Hamas auf Israel am 7. Oktober 2023: „Wir kämpfen gegen menschliche Tiere und wir handeln entsprechend.“ Israel riegelte als Reaktion den Gazastreifen ab. Galant forderte Mitte Mai 2024, man müsse eine „Regierungsalternative in Gaza“ etablieren, um die „Regierungsfähigkeit der Hamas in Gaza“ abzubauen. Eine unbefristete militärische Kontrolle durch Israel werde er nicht mittragen. Premierminister Netanjahu hatte zuvor trotz starker diplomatischer Bemühungen westlicher Länder immer noch keinen Plan für den „Tag danach“ (Exit-Strategie) vorgelegt.
Im Mai 2024 beantragte der Chefankläger des Internationalen Strafgerichtshofs, Karim Khan, einen Haftbefehl gegen Galant. Galant fasste dies als Gleichsetzung Israels mit der Hamas auf und bezeichnete diese als „verachtenswert“.
Am 5. November 2024 gab Netanjahu die Entlassung Galants bekannt. Als Grund nannte Netanjahu, dass sein Vertrauen in Galant „erodiert“ sei; Galant habe Entscheidungen getroffen und Erklärungen abgegeben, die nicht den Entscheidungen des Kabinetts entsprachen. Sein Nachfolger wurde Außenminister Israel Katz. Galant nannte Meinungsverschiedenheiten bei drei Themen als Auslöser seiner Entlassung: seine Ablehnung eines Gesetzes, das viele ultraorthodoxe Männer in Israel vom Wehrdienst befreien würde, seine Forderung eines Geiseldeals und seine Forderung einer staatlichen Kommission zur Untersuchung der Ereignisse am 7. Oktober 2023.
Am 21. November 2024 gab der Internationale Strafgerichtshof dem Haftbefehlantrag gegen Gallant wegen Kriegsverbrechen und Verbrechen gegen die Menschlichkeit im Zusammenhang mit Israels Kriegsführung im Gazastreifen statt. Gallant wurde im Haftbefehlantrag die Herbeiführung von Ausrottung, die Kriegsmethode des Aushungerns, einschließlich der Verweigerung humanitärer Hilfslieferungen, sowie die gezielte Bekämpfung von Zivilisten vorgeworfen.
In seinem ersten Interview nach seiner Entlassung als Verteidigungsminister, bestätigte Gallant am 6. Februar 2025 gegenüber dem Fernsehsender N12 und der Zeitung Yedioth Ahronoth die umstrittene Hannibal-Direktive während des von der Hamas angeführten Angriffs am 7. Oktober 2023 erteilt zu haben und lieferte damit die erste direkte Bestätigung durch einen hochrangigen Regierungsmitglied: „Ich denke, dass es taktisch an manchen Orten erteilt wurde und an anderen nicht, und das ist ein Problem“. Diese Militärdirektive erlaubt den Einsatz von Gewalt – selbst auf die Gefahr hin, eigene zivile Geiseln und eigene Soldaten zusammen mit ihren Entführern zu töten –, um zu verhindern, dass sie Gefangene in den Hände des Feindes werden. Die Direktive ist höchst umstritten und wurde vermutlich inoffiziell in mehreren Konflikten angewendet, sie gibt der Verhinderung feindlicher Einflussnahme Vorrang vor dem Schutz des Lebens von Soldaten und Geiseln.

### Persönliches
Joaw Galant ist verheiratet und hat drei Kinder.